# MUSIC GIFT
『MUSIC GIFT 2025 ～あなたに贈ろう 希望の歌～』（ミュージック・ギフト あなたにおくろう きぼうのうた）は、2025年8月9日に生放送（「生放送」の字幕）または一部収録で放送されたNHKの夏の大型音楽番組である。

## 概要
戦後80年と、ラジオ放送開始から100年の節目を迎える2025年、NHKが『思い出のメロディー』『ライブ・エール』に続く新たな夏の音楽特集番組として制作する。NHKホールから生放送（「生放送」の字幕）または一部収録放送され、19:30 - 20:55の第1部と、ローカルニュース〜『サタデーウオッチ9』を挟んで22:00 - 22:50の第2部の構成となる。

## 司会
- 二宮和也
- 二階堂ふみ
- 中山果奈（東京アナウンス室）

## 出演歌手・セットリスト
| 曲順 | 歌手名                           | 曲目                          |
| ---- | -------------------------------- | ----------------------------- |
| 1    | 出演者有志                       | 上を向いて歩こう              |
| 2    | いきものがかり                   | ありがとう                    |
| 3    | AI                               | アルデバラン                  |
| 4    | MISIA                            | はんぶんこ                    |
| 4    | 清明学園初等学校とんぼっこ合唱団 | はんぶんこ                    |
| 企画 | 大森元貴・原菜乃華               | 東京ブギウギ                  |
| 企画 | 氷川きよし                       | ゲゲゲの鬼太郎                |
| 企画 | 純烈・新浜レオン                 | いい湯だな                    |
| 企画 | 山寺宏一                         | 見上げてごらん夜の星を        |
| 企画 | 今陽子・純烈・新浜レオン         | 恋の季節                      |
| 企画 | 戸田恵子・中尾隆聖・山寺宏一     | アンパンマンのマーチ          |
| 企画 | コーナー出演者全員               | 手のひらを太陽に              |
| 5    | 福山雅治                         | クスノキ-500年の風に吹かれて- |
| 6    | Mrs. GREEN APPLE                 | ケセラセラ                    |
| 7    | DREAMS COME TRUE                 | 何度でも～その先へ            |
| 8    | 氷川きよし                       | 一本の鉛筆                    |
| 9    | 福山雅治                         | 虹-With 5,000 souls-          |

| 曲順 | 歌手名                           | 曲目                   |
| ---- | -------------------------------- | ---------------------- |
| 10   | ゆず                             | 栄光の架橋             |
| 11   | LiSA                             | 紅蓮華～残酷な夜に輝け |
| 12   | 元ちとせ                         | 死んだ女の子           |
| 13   | DREAMS COME TRUE                 | ここからだ!            |
| 14   | BE:FIRST                         | 空                     |
| 15   | 宮沢和史                         | 風になりたい           |
| 15   | 千葉県立松戸六実高等学校吹奏楽部 | 風になりたい           |
| 16   | MISIA                            | 希望のうた             |
| 17   | Mrs. GREEN APPLE                 | Soranji                |

- 連続テレビ小説『あんぱん』スペシャルステージでは、登場人物のモデルとなった『アンパンマン』の作者・やなせたかしと、作曲家・いずみたくが残した名曲が披露される[3]。
- 元ちとせは、広島市への原子爆弾投下によって亡くなった少女の嘆きが描かれている「死んだ女の子」を、同曲のプロデュースを手がけた坂本龍一による生前のピアノ音源とともに披露する[4]。
- 二宮和也は、広島で被爆体験証言者として活動する梶本淑子のもとを訪ね、人工知能を使った被爆証言応答装置を体験した[3]。

## ゲスト出演者

### 連続テレビ小説『あんぱん』スペシャルステージ

#### コーナーMC
- 今田美桜（ヒロイン・朝田→若松→柳井のぶ[注 5]役）
- 北村匠海（ヒロインの夫・柳井嵩[注 6]役）

#### 歌唱
- 大森元貴（いせたくや[注 7]役、Mrs. GREEN APPLE）
- 原菜乃華（ヒロインのニつ下の妹・朝田→辛島メイコ役）
- 戸田恵子[注 8]（薪鉄子役）
- 中尾隆聖[注 9]（古山時三役）
- 山寺宏一[注 10]（座間晴斗役）

### GIFT BAND
- 深澤恵梨香（音楽監督）
- 佐藤雄大（Pf）
- 髭白健（Dr）
- 安達貴史（Ba）
- 山本陽介（Gt）
- 福岡たかし（Perc）
- アンドヒデキ（Synth）
- 吉澤達彦（Trp）
- 二井田ひとみ（同上）
- 鹿討奏（Trb）
- 小川敦（Hrn）
- 庵原良司（Multi Reed）
- 真部裕（1st Vn）
- 佐原敦子（同上）
- 石橋尚子（2nd Vn）
- 藤岡瑞季（同上）
- 金孝珍（Vla）
- 二木美里（同上）
- 稲本有彩（Vc）
- 稲泉りん（Cho）
- 大山桂佑（同上）

#### 編曲
| 編曲者     | 曲目                   |
| ---------- | ---------------------- |
| 深澤恵梨香 | 上を向いて歩こう       |
| 深澤恵梨香 | アルデバラン           |
| 深澤恵梨香 | ゲゲゲの鬼太郎         |
| 深澤恵梨香 | いい湯だな             |
| 船山基紀   | ありがとう             |
| 船山基紀   | 恋の季節               |
| 井筒昭雄   | 東京ブギウギ           |
| 井筒昭雄   | 手のひらを太陽に       |
| 葛西竜之介 | 見上げてごらん夜の星を |
| 葛西竜之介 | 風になりたい           |
| 萩森英明   | アンパンマンのマーチ   |
| 瀬川英史   | 一本の鉛筆             |
| 堤博明     | 死んだ女の子           |
| 堀倉彰     | 空                     |

## 前身の番組
- 思い出のメロディー（1969年 - 2019年、全51回）
- ライブ・エール（2020年 - 2024年、全5回）

## 各局の夏の大型音楽番組
- 夏祭りにっぽんの歌（テレビ東京系列ほか、1970年 - 2019年）
- 音楽の日（TBS系列、2011年 - ）
- FNS歌謡祭 夏[注 12]（フジテレビ系列、2012年 - ）
- THE MUSIC DAY（日本テレビ系列、2013年 - ）
- テレ東音楽祭[注 13]（テレビ東京系列ほか、2014年 - 。6月に放送）
- ミュージックステーションウルトラFES（テレビ朝日系列、2015 - 2018年。9月に放送）